# Губарівка (Богодухівський район)
Губарі́вка — село у Богодухівській міській громаді Богодухівського району Харківської області України.

## Географія
Село Губарівка розташоване на правому березі річки Мерла. Нижче за течією примикає село Полкова Микитівка. Вище за течією села Кручик і Павлівка. На протилежному березі розташований смт Гути. Зі східного боку села дубовий ліс, з південної — хвойний. На північ і на захід — простягаються поля. Поруч проходять автомобільні дороги Р46 і Т 1702. На півночі села — залізнична станція «Губарівка» (напрямок Харків-Суми).

## Історія
Село вперше в відомих історичних документах згадується в так званих "Описових книгах Харківського та Охтирського полків" 1691 року.
За даними на 1864 рік у козацькому хуторі мешкало 923 особи (460 чоловіків та 463 жінка), налічувалось 137 дворових господарств.
Село постраждало внаслідок геноциду українського народу, проведеного урядом СССР в 1932—1933 роках, кількість встановлених жертв — 41 людина.
12 червня 2020 року, відповідно до розпорядження Кабінету Міністрів України № 725-р «Про визначення адміністративних центрів та затвердження територій територіальних громад Харківської області», село увійшло до Богодухівської міської громади.
19 липня 2020 року, в результаті адміністративно-територіальної реформи та ліквідації Богодухівського району (1923—2020), село увійшло до складу новоутвореного Богодухівського району Харківської області.

## Населення

### Мова
Розподіл населення за рідною мовою за даними перепису 2001 року:
| Мова       | Відсоток |
| ---------- | -------- |
| українська | 95,26%   |
| російська  | 4,05%    |
| інші       | 0,69%    |

## Люди
В селі народилися
- Гутянський Степан Корнійович (1916—1979) — український історик.
- Дем'яненко Іван Якович (нар. 1949) — український політик і футбольний функціонер.
- Кисіль Микола Олександрович (1929—2011) — український письменник, краєзнавець, журналіст. Почесний громадянин Краснокутська.
- Тризна Олександр Андрійович (1930) — український політик, педагог, депутат Верховної Ради України I скликання (1992—1994).
- Зарiцький Петро Васильович (1928 – 2017) ─ український учений-геолог,  академік АН вищої школи України.